# Achter de feiten
Achter de feiten was een Vlaams komisch televisieprogramma dat vanaf woensdag 19 maart 2014 werd uitgezonden op Eén. De reeks laat zijn inhoud bepalen door het nieuws van de voorbije week. Het programma toont hoe een alledaags nieuwsfeit grote gevolgen kan hebben voor het leven van (fictieve) gewone mensen. Elke gebeurtenis kan een persoonlijk drama veroorzaken, een onverwacht initiatief of een plotsklaps ontluikend inzicht.

## Rolverdeling
- Koen De Bouw
- Liesa Naert
- Nico Sturm
- Tania Van der Sanden
- Mieke De Groote
- Jos Verbist
- Evelien Bosmans
- Peter Van den Eede
- Barbara Sarafian
- Bert Haelvoet
- Stijn Steyaert

## Afleveringen

### Seizoen 1
| Nr. | Eerste uitzending | Kijkcijfers | Inhoud                                        |
| --- | ----------------- | ----------- | --------------------------------------------- |
| 01  | 19 maart 2014     | 443.424     | Dashcam, articulatie, postbode, ...           |
| 02  | 26 maart 2014     | 357.300     | Obama, pornoactrice, humor, ...               |
| 03  | 2 april 2014      | 338.209     | Galanterie, Maria, allochtoon, ...            |
| 04  | 9 april 2014      | 297.605     | De Ronde, overleven in bos, BAM, ...          |
| 05  | 16 april 2014     | 343.693     | Gevangenis, boom-liefde, stress-mannetje, ... |
| 06  | 23 april 2014     | 300.926     | Lingerie, knuffels, de euro, ...              |
| 07  | 30 april 2014     | Onbekend    | Tom Waes, poligamie, vlaggenzwaaier, ...      |
| 08  | 7 mei 2014        | Onbekend    | Verkiezingen, job, chakra, ...                |
| 09  | 14 mei 2014       | Onbekend    | Verkiezingen, politie, porno, ...             |
| 10  | 21 mei 2014       | Onbekend    | Flashen, feminisme, WK, ...                   |
| 11  | 23 mei 2014       | Onbekend    | Compilatie                                    |